# آب‌انبار نوآباد
آب‌انبار نوآباد مربوط به دوره قاجار است و در نائین، محله نوآباد، در کنار حسینیه نوآباد و مسجد خواجه واقع شده و این اثر در تاریخ ۲۴ اسفند ۱۳۸۳ با شمارهٔ ثبت ۱۱۵۵۷ به‌عنوان یکی از آثار ملی ایران به ثبت رسیده است.